# Seedy Amang Kanyi
Seedy Amang Kanyi ist ein gambischer Politiker.

## Leben
| Parlamentswahl | Stimmen | Stimmanteil |
| -------------- | ------- | ----------- |
| 1997           | 2.336   | 55,54 %     |

Kanyi trat bei der Wahl zum Parlament 1997 als Kandidat der United Democratic Party (UDP) im Wahlkreis Jarra East in der Mansa Konko Administrative Area an. Mit 55,54 % konnte er den Wahlkreis vor Ousman Lang Sana Dabo von der  Alliance for Patriotic Reorientation and Construction (APRC) und Ebou Ceesay von der People’s Democratic Organisation for Independence and Socialism (PDOIS) für sich gewinnen. Bei der Wahl zum Parlament 2002 trat Kanyi nicht erneut an.